# Rodriguesophis
Genre
Rodriguesophis est un genre de serpents de la famille des Dipsadidae.

## Répartition
Les espèces de ce genre sont endémiques du Brésil.

## Liste des espèces
Selon The Reptile Database (30 août 2013) :
- Rodriguesophis chui (Rodrigues, 1993)
- Rodriguesophis iglesiasi (Gomes, 1915)
- Rodriguesophis scriptorcibatus (Rodrigues, 1993)

## Publication originale
- Grazziotin, Zaher, Murphy, Scrocchi, Benavides, Ya-Ping & Bonatto, 2012 : Molecular phylogeny of the New World Dipsadidae (Serpentes: Colubroidea): a reappraisal. Cladistics, vol. 28, no 5, p. 437-459.